# Don't Worry About Me (Joey Ramone)
Don't Worry About Me è il primo album da solista di Joey Ramone, uscito postumo nel 2002. Contiene due cover: 1969 degli Stooges e What a Wonderful World di Louis Armstrong. la versione DualDisc dell'album è stata pubblicata il 19 novembre 2002 e include l'album in formato DVD-Audio, con suono surround 5.1, oltre al video musicale di What a Wonderful World e altro materiale.

## Tracce
1. What a Wonderful World - 2:23 (Bob Thiele, George David Weiss)
2. Stop Thinking About It - 2:57 (Joey Ramone, Andy Shernoff)
3. Mr. Punchy - 2:35
4. Maria Bartiromo - 3:58
5. Spirit in My House - 2:02
6. Venting (It's a Different World Today) - 3:17
7. Like a Drug I Never Did Before - 2:04
8. Searching for Something - 4:12 (Joey Ramone, Al Maddy)
9. I Got Knocked Down (But I'll Get Up) - 3:42
10. 1969 - 3:40 (Dave Alexander, James "Iggy Pop" Osterberg, Ron Asheton, Scott Asheton)
11. Don't Worry About Me - 3:55

## Formazione

### Artista
- Joey Ramone - voce

### Altri musicisti[2]
- Daniel Rey - chitarra, cori
- Andy Shernoff - basso, cori
- Frank Funaro - batteria in Stop Thinking About It, Spirit in My House, I Got Knocked Down (But I'll Get Up) e Don't Worry About Me
- Joe McGinty - tastiere in What a Wonderful World, Spirit in My House, I Got Knocked Down (But I'll Get Up) e Don't Worry About Me
- Marky Ramone - batteria in What a Wonderful World, Mr. Punchy, Maria Bartiromo, Venting (It's A Different World Today), Like a Drug I Never Did Before e Searching for Something
- Captain Sensible - cori in Mr. Punchy
- Dr. Chud - batteria in 1969
- Jerry Only - basso in 1969
- Mickey Leigh - chitarra, cori in Don't Worry About Me
- Al Maddy - chitarra, basso, cori in Searching for Something
- Veronica Kofman - cori in Mr. Punchy
- Helen Love - cori in Mr. Punchy